# Marie Galante (film, 1934)
Pour les articles homonymes, voir Marie Galante (homonymie).

Marie Galante est un film d'espionnage américain réalisé par Henry King, sorti en 1934.

## Synopsis
Marie est une messagère télégraphique qui aime le port français de province où se trouve sa maison. Elle livre un télégramme à un capitaine dans le café local. Il décrit la route qu'il doit emprunter. Ils retournent à son navire, le Hettie King, afin qu'il puisse composer une réponse. Le lendemain matin, le capitaine réprimande un membre d'équipage pour son départ alors que la fille était à bord. Leur commerce est illégal, alors ils la déposent dans une ville côtière d'Amérique centrale, où Marie apprend qu'elle doit se rendre au canal de Panama pour prendre un bateau pour la France.
Dans le bureau du gouverneur de la zone du canal de Panama, le général Philips, son assistant, Ellsworth, et l'agent britannique Ratcliff discutent de la galerie des personnages suspects de Philips, y compris le général japonais à la retraite Tenoki, qui possède un magasin de curiosités. Ratcliff anticipe une tentative sur le canal par le célèbre espion, saboteur et fomenter de guerres nommé Ryner, un maître des déguisements qui tue ses complices féminines. Le Dr Crawbett, spécialiste des maladies tropicales, promet à Ratcliff un bon moment au café Pacific Gardens.
Aux Pacific Gardens, Marie fait sa première apparition, ravissant tous les hommes. Tapia avise Marie qu'elle aura une coupe si elle boit avec les clients et commande «un spécial» - du jus d'orange et de l'eau. Désireuse de rentrer chez elle, Marie commande plusieurs verres en succession rapide, amusant Crawbett. Elle est ravie d'apprendre que Bogard est propriétaire du bazar parisien. En supposant qu'il est français et qu'il l'aidera, elle se rend dans sa boutique. Il n'est pas français, mais il lui dit qu'elle peut venir à la boutique et regarder des photos de France, et ajoute qu'elle pourra peut-être l'aider.
Au cabaret, Crawbett parle à Plosser avec autorité, lui donne des ordres et reçoit des rapports sur les mouvements d'autres personnages. Hors écran, Marie lui raconte ce qui lui est arrivé. Il la croit.
L'employé de Tenoki est mystérieusement assassiné. Brogard dit à Marie de se renseigner sur les allées et venues des officiers américains, afin qu'il puisse approvisionner sa boutique de manière appropriée.
Crawbett se révèle comme un agent lorsqu'il appelle le Bureau des Investigations à Washington. Tenoki ramène Marie chez lui. Plosser et Crawbett la voient là-bas et supposent le pire. Tenoki lui demande de révéler les secrets de Brogard - elle n'en connaît aucun. Il la renvoie à la maison. Crawbett la confronte à ses soupçons. Elle s'en va à l'église. Il la voit agenouillée devant la Madone et s'excuse. Elle promet de ne pas voir ces hommes et se rend chez le consul de France, qui ne l'aidera pas.
Crawbett et Ratcliff rencontrent le gouverneur. Un télégramme arrive identifiant Marie comme un passager clandestin, la marquant comme une menteuse et une femme dangereuse. Le Hettie King arrive à ce moment-là. Crawbett et Plosser interrogent le capitaine et l'équipage étrangement nombreux. Interrogés sur le passager clandestin, ils disent qu'elle s'est échappée au Yucatan.
Marie refuse la «commission» de Brogard et donne à Crawbett le télégramme original qu'elle a remis au capitaine. Il est signé «Ryner». Ratcliff soupçonne que Tenoki est Ryner. Pendant ce temps, des hommes du Hettie King se rassemblent à la boutique de Brogard pour faire une visite guidée des écluses et de la centrale électrique.
Aux Pacific Gardens, Crawbett dit à Marie qu'il ne peut pas encore la renvoyer chez elle. Il a besoin de connaître ces hommes. Elle ne comprend vraiment pas ce qui est en jeu. Elle veut rentrer à la maison.
Brogard discute du complot de sabotage avec ses hommes. Crawbett et Ratcliff trouvent de la dynamite dans les dragues près de la centrale électrique. Crawbett amène Tenoki à la fosse de dragage et trouve Ratcliff mort et les boîtes ont disparu. À la centrale, Brogard, déguisé en contremaître, les reçoit.
Tenoki s'avère être un espion japonais à la recherche de Ryner, qui menace la paix entre les nations. Crawbett trouve le cadavre de Brogard, avec la moustache manquante et comprend qu'il s'agit du contremaître de la centrale. Là-bas, Crawbett est assis en train de bavarder avec le prétendu contremaître, retardant la fuite de Brogard alias Ryner. Fuyant, Ryner tire sur Marie.
La flotte américaine traverse les écluses en toute sécurité. À l'hôpital, Plosser et Tenoki apportent des roses à Marie, qui ne veut plus rentrer chez elle. Elle veut être avec ses deux meilleurs amis.
Ils vont à Paris.

## Fiche technique
- Titre original : Marie Galante
- Réalisation : Henry King
- Scénario : Reginald Berkeley (en), d'après le roman Marie Galante de Jacques Deval
- Direction artistique : Jack Otterson
- Costumes : René Hubert
- Musique : Arthur Lange (non crédité)
- Photographie : John Seitz
- Son : E. F. Grossman
- Montage : Harold Schuster
- Production : Winfield Sheehan
- Société de production : Fox Film Corporation
- Société de distribution : Fox Film Corporation
- Pays d’origine :  États-Unis
- Langue : anglais
- Format : Noir et blanc - 35 mm - 1,37:1 - Son Mono (Western Electric Noiseless Recording)
- Genre : Thriller
- Durée : 88 minutes
- Date de sortie :
  - États-Unis : 26 octobre 1934

## Distribution
- Spencer Tracy : Crawbett
- Ketti Gallian : Marie Galante
- Ned Sparks : Plosser
- Helen Morgan : Tapia
- Siegfried Rumann : Brogard
- Leslie Fenton : Général Saki Tenoki
- Arthur Byron : Général Phillips
- Robert Loraine : Ratcliff
- Jay C. Flippen : un marin
- Frank Darien : Ellsworth
- Tito Coral : Tito
- Stepin Fetchit : tenancier de bar
- Frank Lanning : Kristoffer
- Harry Northrup : second du navire
- Clarence Geldart : docteur au port